# Heppinger Brunnen
Der Heppinger Brunnen sind zwei Quellen bzw. Brunnen für Mineral- und Heilwasser in Heppingen, einem Stadtteil von Bad Neuenahr-Ahrweiler in Rheinland-Pfalz. Die zulässige Höchstmenge für die Förderung des Quellwassers aus den beiden Quellen am historischen Heppinger Brunnen liegt bei 15,3 Millionen Liter pro Jahr. Das Heppinger Heilwasser ist ein Produkt der Apollinaris GmbH. Der Brunnen steht nach der im Jahr 1565 erstmals bekannten Erwähnung seiner Heilquellen in der wissenschaftlichen Literatur in einer über viereinhalb Jahrhunderte andauernden und ununterbrochenen Nutzung. 

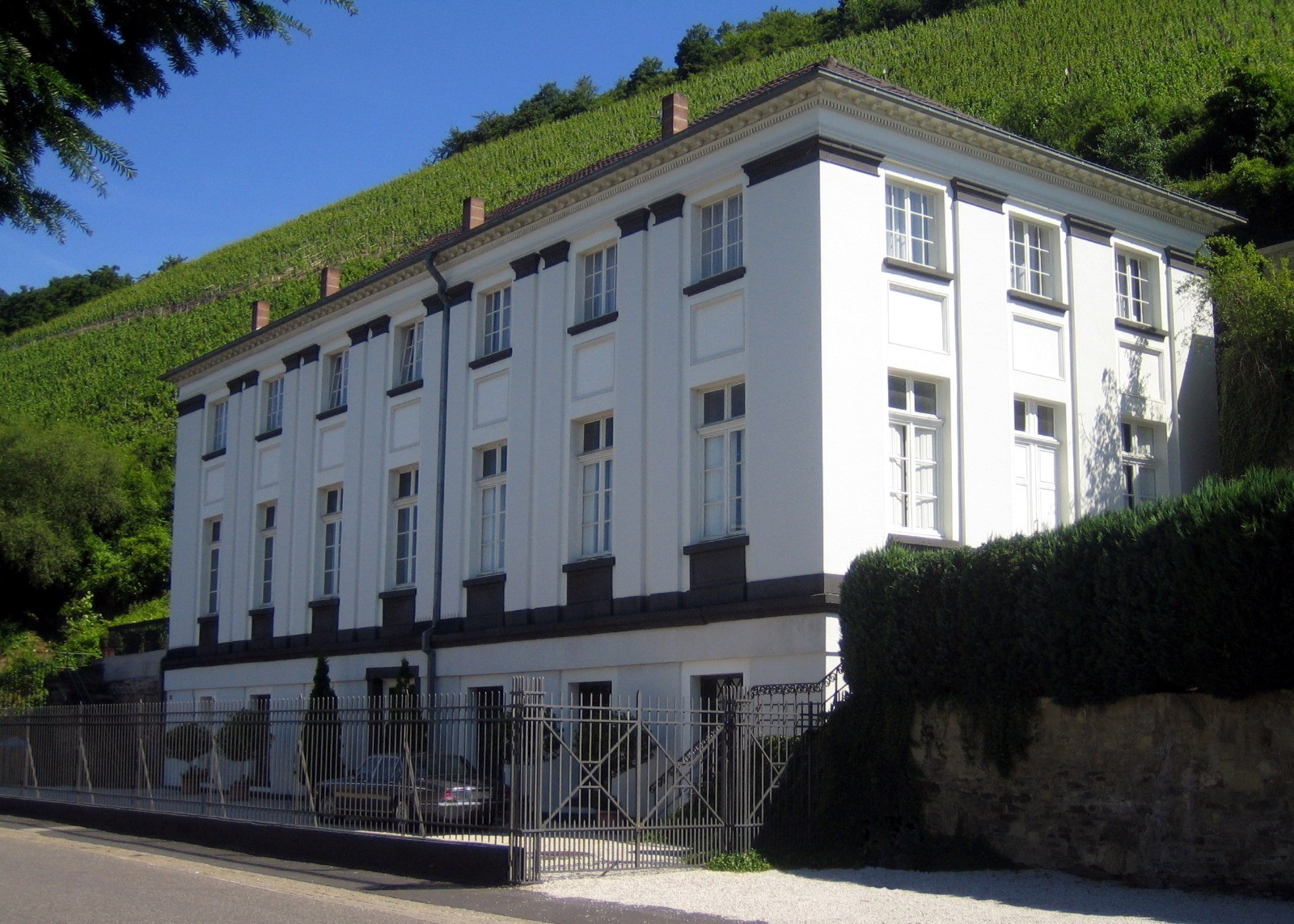
Das große Brunnenhaus, eines von zwei Brunnenhäusern

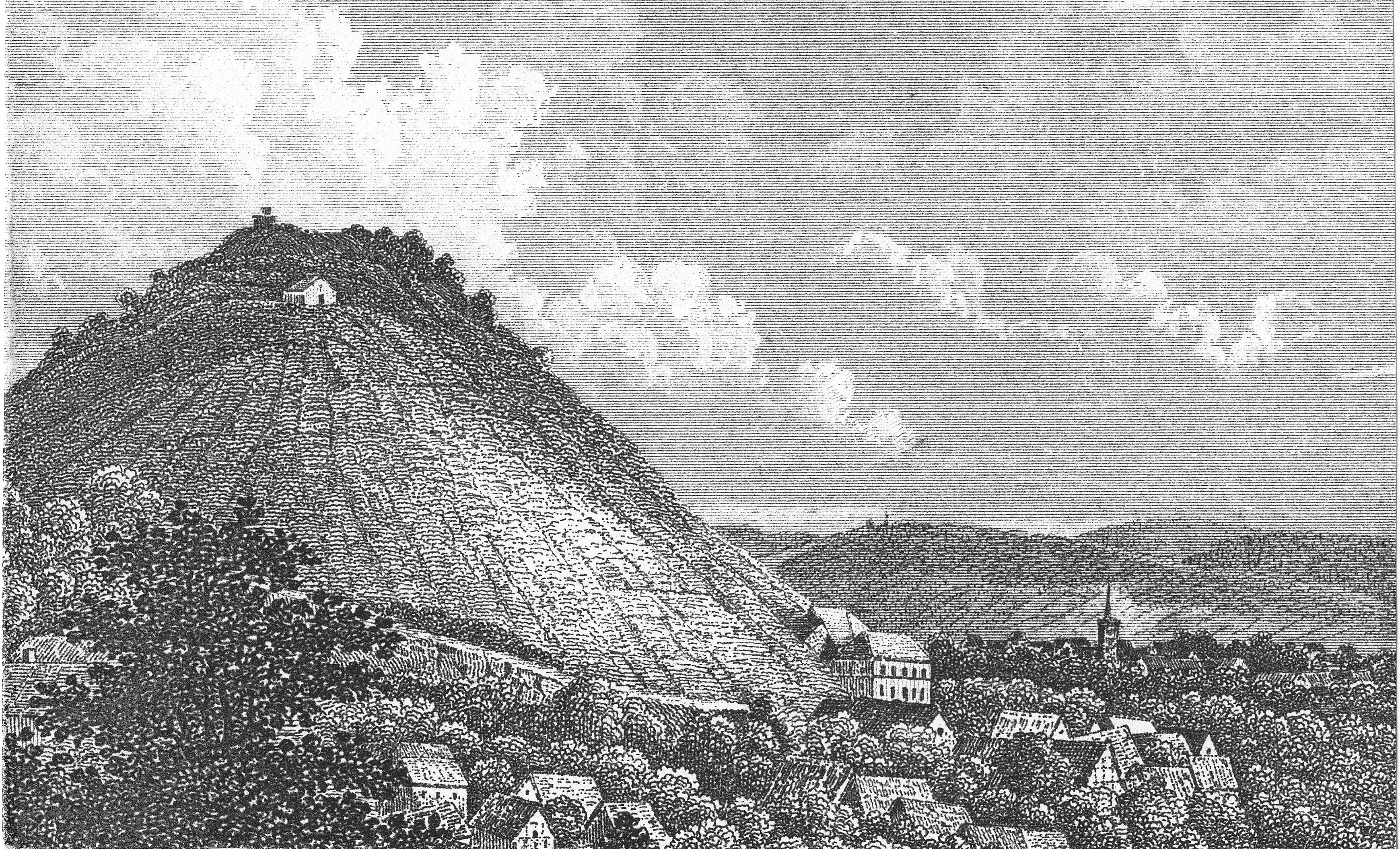
Der Berg Landskrone am Ahrtal mit dem Heppinger Brunnenhaus am Fuß des Berges

## Lage
Der Quellstandort Heppingen liegt in Heppingen am Fuße des Berges Landskrone (Ahr) im Ahrtal bei Bad Neuenahr, 20 km südlich von Bonn. Der Bevölkerung der angrenzenden Gemeinden steht das Quellwasser des Heppinger Brunnens seit Jahrhunderten kostenlos zur Verfügung. Seit 1929 ist der Bereich um die Brunnen als Heilquellenschutzgebiet ausgewiesen. Die Quellen sind bekannt durch die öffentliche Mineralwasserentnahmestelle und die seit 1850 weitgehend unverändert gebliebenen beiden Brunnenhäuser als Kulturdenkmale.

## Nachweis der Quellen ab 1565

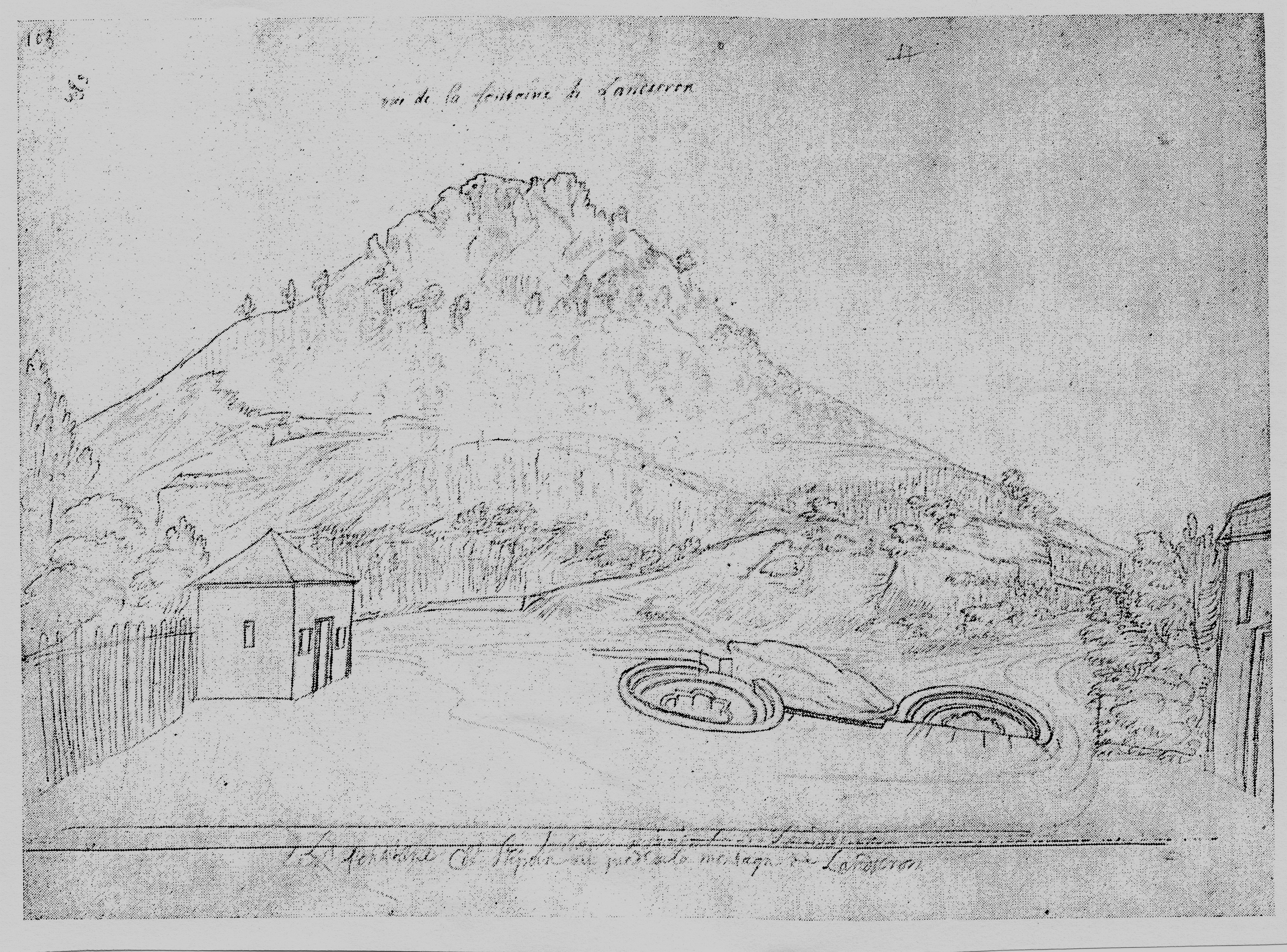
Ansicht des Heppinger Brunnens, Zeichnung Roidkin 1715

Die Quellen am Fuße des Berges Landskron in Heppingen wurden in der Renaissance 1565 durch das Buch „commentarius de balneis et aquis medicatis“ von Johann Winter von Andernach (auch Guinterius von Andernach genannt), Professor der Medizin in Straßburg und Paris, sowie durch die Erwähnung 1581 durch Jacob Theodorus Tabernaemontanus, Professor für Botanik und Medizin, in seiner Schrift „Neuw Wasserschatz“ überörtlich bekannt.
Aufgrund des Berichtes in der Landskronischen Chronik von 1598, dass römische Münzen in dem Brunnen am Fuße der Landskrone gefunden wurden, spricht vieles dafür, dass die Mineral- und Heilquellen in Heppingen bereits in der Römerzeit genutzt wurden.
Die von Renier Roidkin 1715 erstellte Zeichnung vom Brunnen am Fuße der Landskrone zeigt bereits eine Brunnenanlage, bestehend aus zwei Brunnen in barocker Fassung, links einem Wachhaus und rechts einem Brunnenhaus.

## Verpachtungen des Brunnens 1747 bis 1828

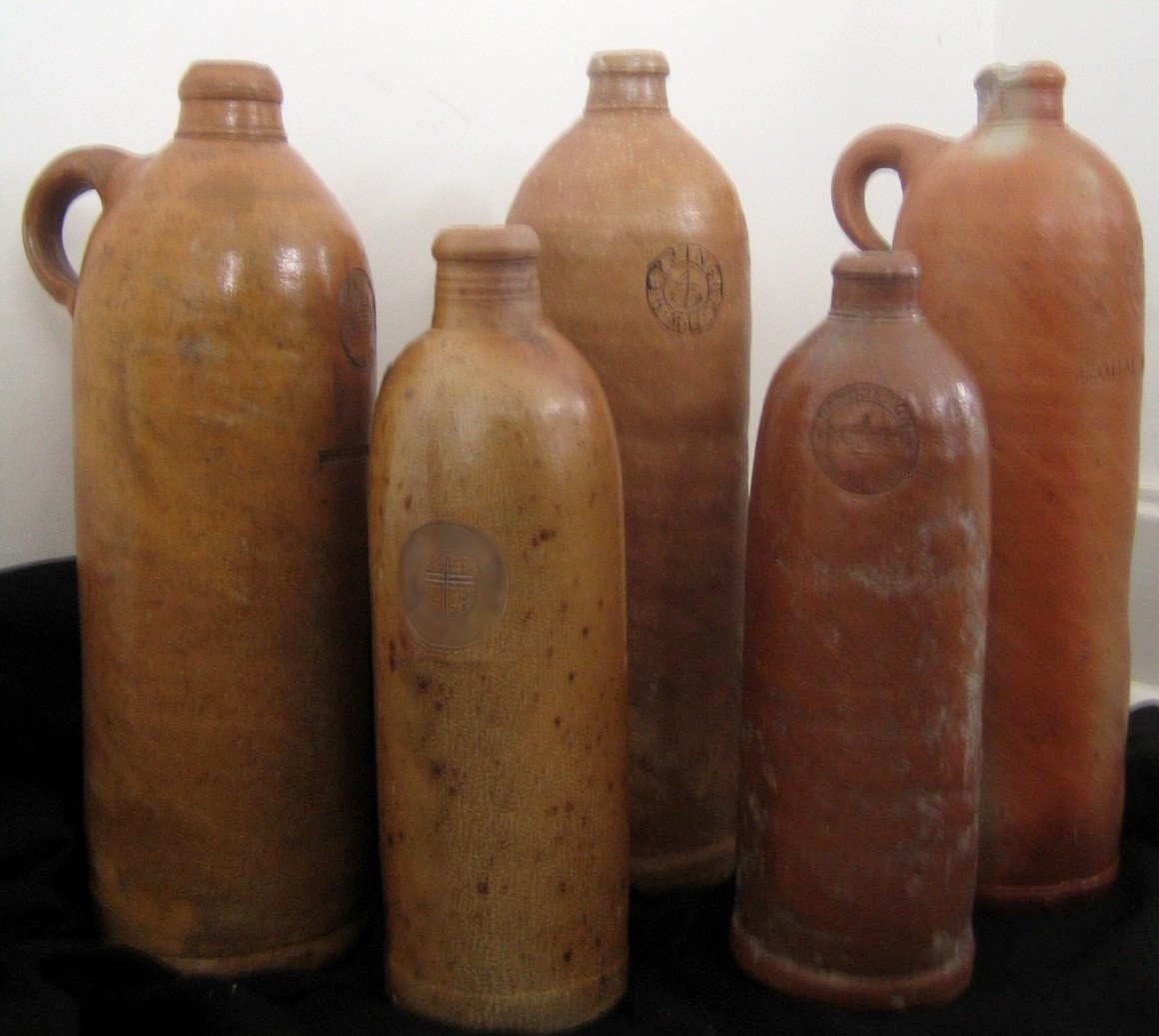
Mineralwasserkrüge vom Heppinger Brunnen ab ca. 1820

Die erste urkundlich nachgewiesene Verpachtung des Heppinger Brunnens durch kurfürstliche Verordnung datiert aus dem Jahr 1747. Die Pacht betrug jährlich drei Goldgulden und erfolgte unter der Auflage, Brunnen und Brunnenhaus in ordentlichem Zustand zu halten.
Im Jahr 1767 erfolgte eine Neuverpachtung des Brunnens. Im Rahmen der französischen Besatzung ab 1794 wurde nach der Zerschlagung der landesherrlichen Bindungen der kurfürstliche Besitz im Gebiet um die Quellen der Zivilgemeinde übereignet und von der Gemeinde genutzt. Das Wasser der beiden Quellen des Heppinger Brunnens wurde bereits 1799 nach „Holland, Achen und Lüttich“ versendet.
1821 wurde der inzwischen unter der Verwaltung der Königlichen Preußischen Regierung zu Koblenz stehende Heppinger Brunnen neu verpachtet.
Das Wasser des Heppinger Brunnens wurde, wie das Wasser anderer Brunnenbetriebe dieser Zeit, in handgeformte, aus Ton gebrannte Wasserkrüge abgefüllt, verkorkt, versiegelt und versendet. Auf dem Tonkrug war das Siegel des jeweiligen Brunnens als Herkunftsnachweis eingestanzt.

## Siegel des Heppinger Brunnens ab 1821

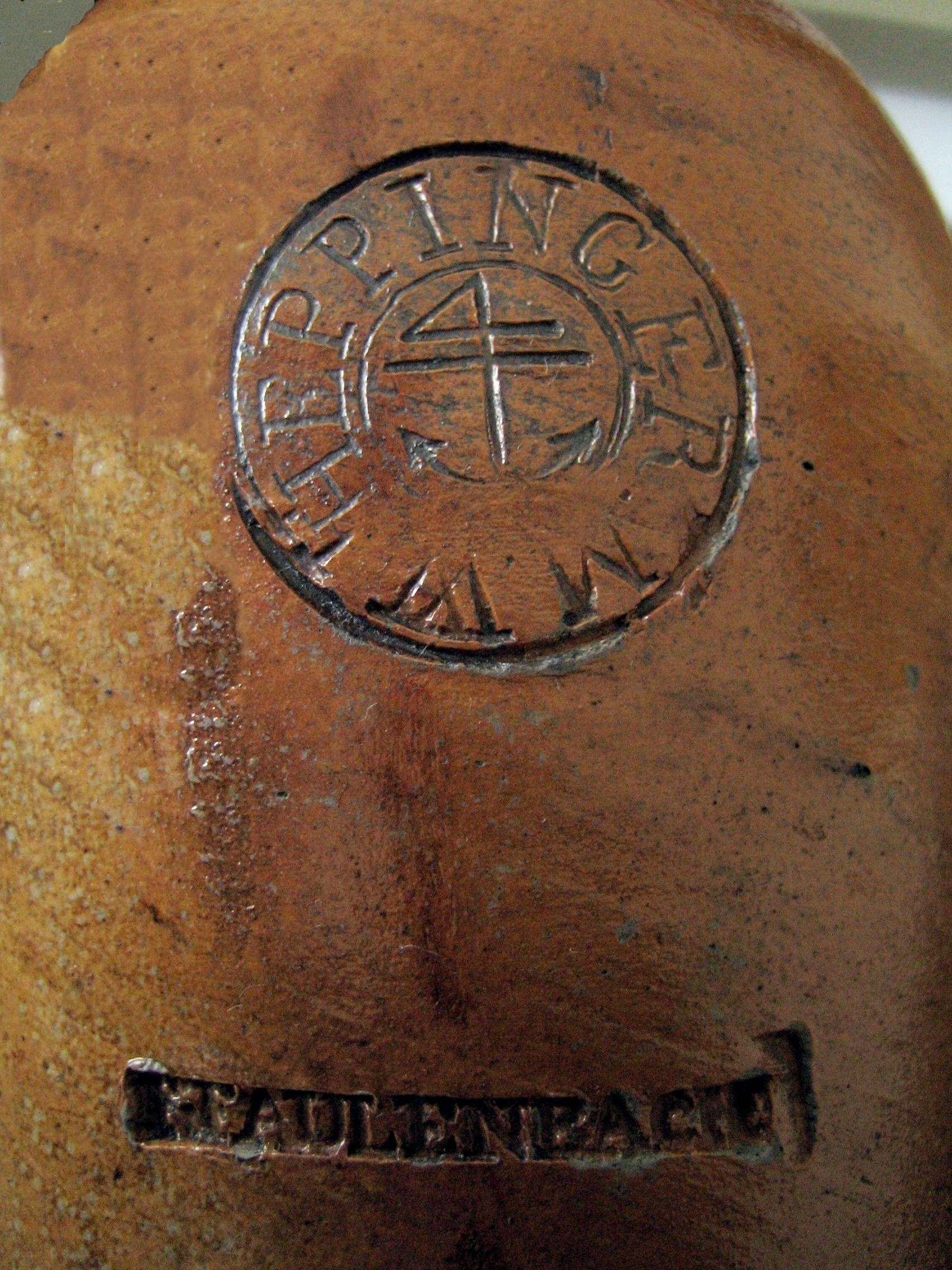
Siegelzeichen Heppinger Brunnen von 1828
Pächter: Friedrich Faulenbach

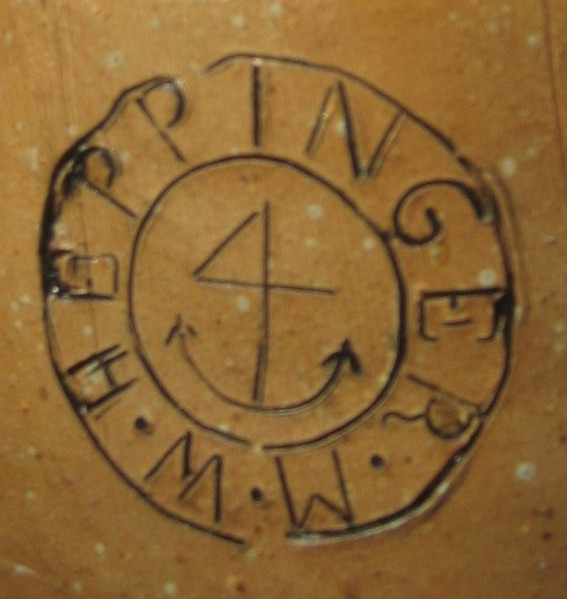
Siegelzeichen Heppinger MW mit Krug

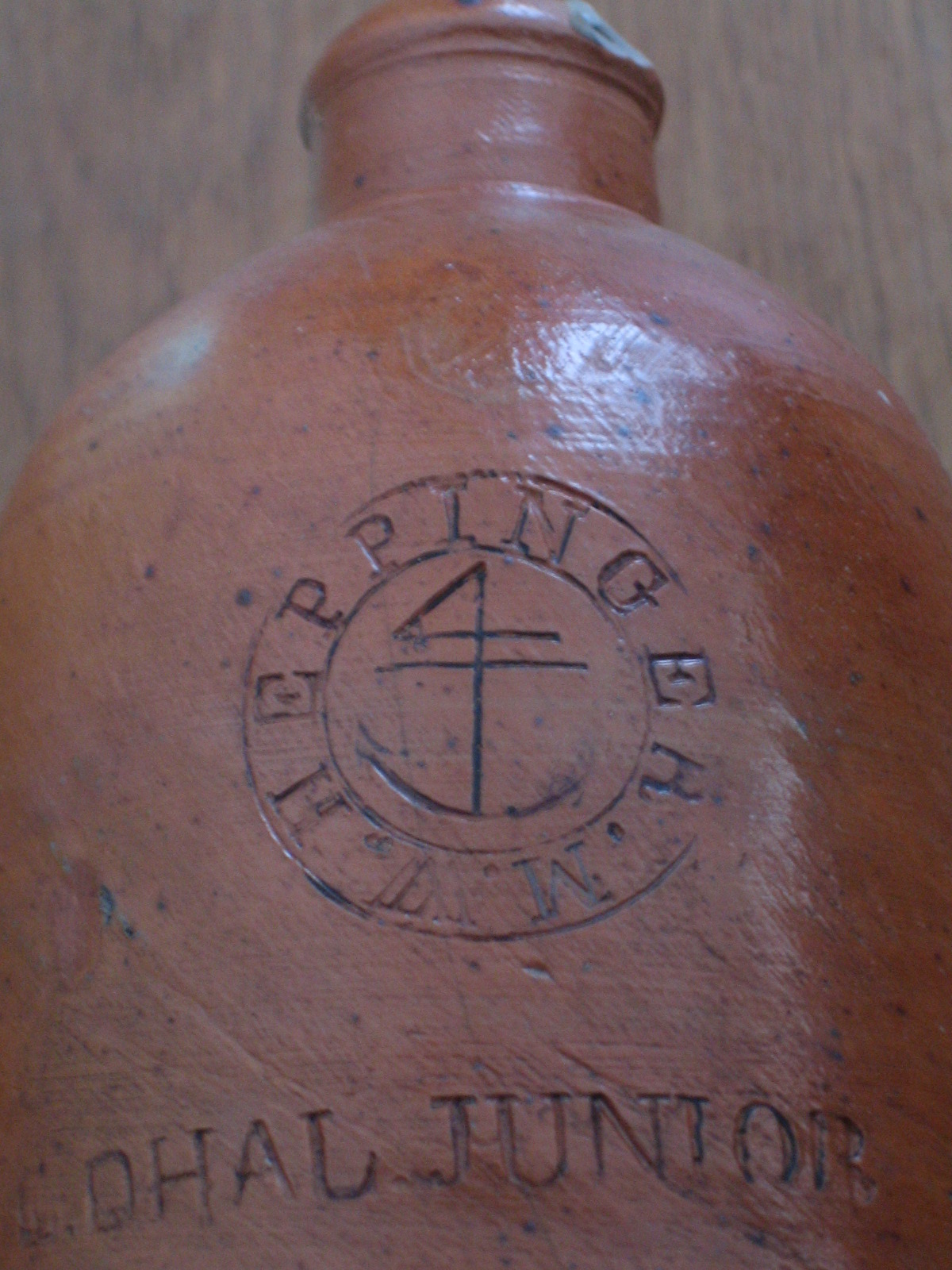
Siegelzeichen Heppinger Brunnen von 1828
Pächter: Dhal Junior

Die Krüge des Heppinger Brunnens trugen das runde Siegel „Heppinger M.W.“ für Heppinger Mineralwasser mit dem Siegelzeichen eines Ankers und Dreiecks als stilisiertem Segel. Das Siegelzeichen des Brunnens zeigte, dass es sich bei dem Heppinger Brunnen um einen Versandbrunnen handelte, dessen Produkte bereits auf dem Wasserweg überregional versendet wurden (vgl. Abbildungen).
Im Jahr 1828 wurde die Verpachtung der unteren Quelle des Heppinger Brunnens durch die Königliche Preußische Regierung neu ausgeschrieben und an die Kaufleute Elias Dhal Junior aus Koblenz und Friedrich Faulenbach aus Köln neu verpachtet. Die „obere“ Quelle verblieb der Gemeinde zur freien Nutzung, sie war ein öffentlicher Brunnen.
Beide Pächter verwendeten das vorgenannte Siegelzeichen des Heppinger Brunnens mit Anker und einem Dreieck als stilisiertem Segel, nur ergänzt mit einem Querstrich. Sie verkauften das Heppinger Mineralwasser ab 1828 auf getrennte Rechnung mit dem jeweils eigenem Namenszusatz auf dem Krug (vgl. Abbildungen).
Die Verpachtung des Brunnens durch die Königliche Preußische Regierung zu Koblenz aus dem Jahr 1828 war mit der Auflage verbunden, die aus Stein bestehende Einfassung der unteren Quelle des Heppinger Brunnens zu erneuern und ein neues Brunnenhaus zu bauen. Auch für den Verkauf des Brunnenwassers waren genaue Vorschriften einzuhalten: Die Krüge mussten zum Füllen das Siegel „Heppinger Mineralwasser“ tragen, jeweils ganz unter den Wasserspiegel des Brunnens getaucht werden und waren danach zu „verstopfen“ und zu „verpichten“. Jeder Krug hatte eine aufgebrannte Aufschrift zu tragen und 100 Krüge durften nicht mehr als 5 Taler kosten. 1831 war die Auflage der Königlichen Regierung erfüllt, der alte Heppinger Brunnen war neu gefasst und das Brunnenhaus neu gebaut.

## Zweiter Brunnenbetrieb ab 1832
Ab 1832 wurde bei dem Heppinger Brunnen auf der anderen Seite der Straße in nur ca. 20 Meter Entfernung in Richtung des Berges Landskron durch den Apotheker Johann Wilhelm Hoevel in einem von der Gemeinde gekauften Weinberg eine neue Quelle erbohrt. Der Bonner Chemiker und Geologe Professor Karl Gustav Bischof wirkte bei der Erschließung dieser Quelle mit, die bis 1832 eine rechteckige Fassung aus Basaltstein erhielt.
Ab 1832 entstand am Heppinger Brunnen genau über der rechteckig in Basaltstein gefassten Quelle ein neues, für diese Zeit und diese Region ungewöhnlich großes, Brunnenhaus in klassizistischen Stil.

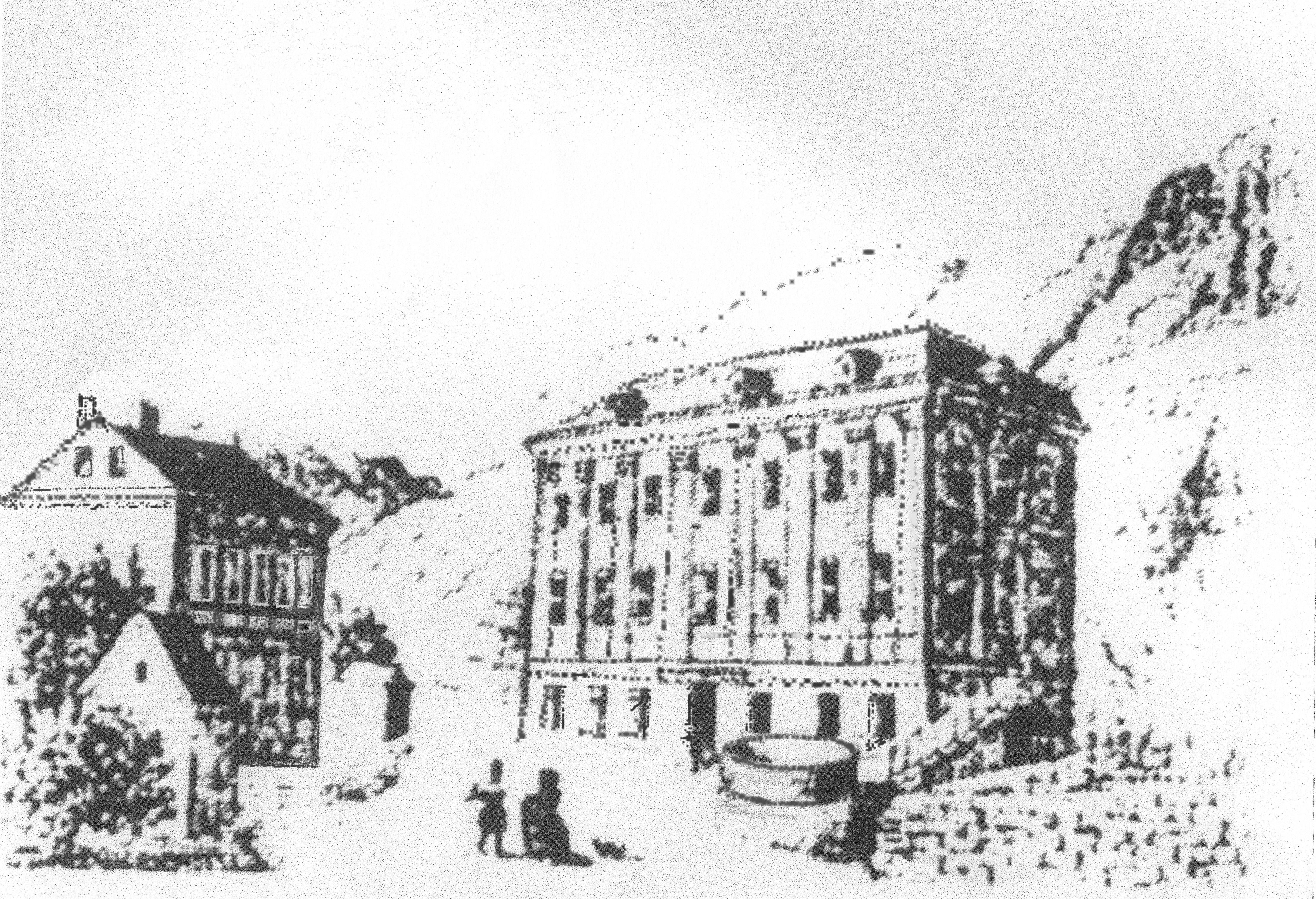
Stich der Heppinger Brunnenhäuser um 1840

Lageplan alter Heppinger und neuer Heppinger-Landskroner Brunnen datiert 1832

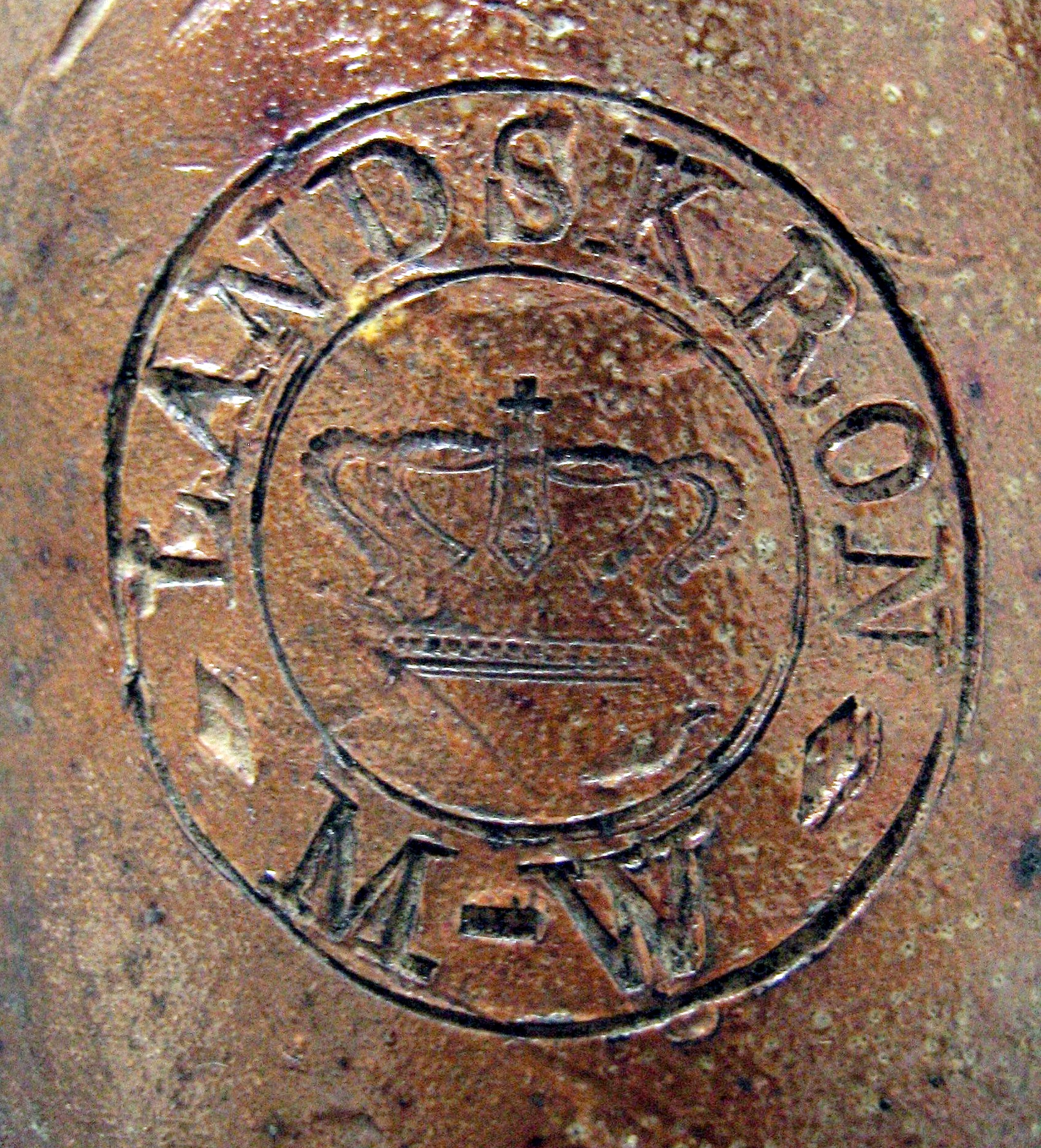
Siegel Landskroner Mineralwasser, Siegelzeichen Krone

Der neue Brunnen in Heppingen mit dem großen Brunnenhaus erhielt 1838 von der Königlichen Preußischen Regierung zu Koblenz die Konzession für den Betrieb eines Mineralbrunnens. Bei der Konzessionsvergabe entschied sich die Königliche Preußische Regierung für den Namen „Landskroner Brunnen“. Der Vorschlag der Betreiber „Neuer Heppinger Brunnen“ wurde nicht angenommen.
Die Mineralwasserkrüge des neuen Brunnenbetriebes in Heppingen trugen daher die Aufschrift „Landskron M-W“, mit einer Krone als Siegelzeichen. Die Abkürzung „M-W“ stand für Mineralwasser (vgl. Abbildung: Landskroner Mineralwasser, Siegelzeichen Krone)
Ab 1838 gab es am Heppinger Brunnen zwei staatlich konzessionierte Mineralwasserbetriebe „Heppinger-Mineralwasser“ und „Landskron-Mineralwasser“. Im Juli 1839 wurde das neue große Brunnenhaus vom Königlichen Bauinspektor Johann Claudius von Lassaulx wegen eines Bergrutsches begutachtet. Zur Verstärkung des sechs Meter hohen Gewölbes über der Quelle wurden aus Ziegel gemauerte Gurtbögen vorgeschrieben (vgl. Abbildung rechter Gewölbeflügel großes Brunnenhaus). Das kleinere staatlich verpachtete Brunnenhaus wurde ab 1848 nach einer Auflage der Königlichen Preußischen Regierung umgebaut und an den klassizistischen Baustil des großen Brunnenhauses angepasst. Ab 1852 bildeten die Heppinger Brunnenhäuser im klassizistischen Stil eine das Ortsbild prägende Einheit.
Das Mineral- und Heilwasser des alten Heppinger Brunnens „Heppinger“ wurde 1852 bereits auch von Apotheken in Luxemburg geführt. Das Landskroner Mineralwasser, der neue Heppinger Brunnen, hatte einen vorwiegend regionalen Markt, wurde aber auch bis an den Mecklenburger Hof versendet.
Die Mineralwasserkrüge wurden als 1-Liter- und 0,5-Liter-Krüge verkauft. Das Angebot des Landskroner Brunnens umfasste neue Krüge und günstigere alte wiederbefüllte Krüge. Die Krüge wurden jeweils versiegelt und unversiegelt angeboten. Die unversiegelten Krüge waren günstiger. Bei einer weiteren Transportstrecke, für die Belieferung von Apotheken, Hotels, Adels- und wohlhabende Bürgerhäuser wurden nur neue versiegelte Krüge verkauft. Das vorwiegend in Tonkrügen abgefüllte Mineralwasser war ein Luxusartikel. Für den Preis eines 1-Liter-Mineralwasserkruges musste ein Arbeiter ca. zwei Stunden arbeiten. Die Nachfrage nach Mineralwasser stieg dennoch stetig an und es wurden immer weitere Mineralwasservorkommen in der Umgebung des Heppinger Brunnens erschlossen. So wurde 1852 die nahe Quelle des Apollinaris-Brunnens erbohrt und 1853 der 10 Kilometer entfernte Sinziger-Brunnen in Sinzig am Rhein.

## 1852 Konkurrenz durch Apollinaris
Der Heppinger Brunnen mit seinen zwei konzessionierten Brunnenbetrieben erhielt ab 1853 neue Konkurrenz, da für die 1852 durch den 58-jährigen Georg Kreuzberg in nur 1000 Meter Entfernung erschlossene Quelle von Apollinaris auch eine staatliche Konzession der Königlichen Preußischen Regierung zu Koblenz für die Mineralwasserförderung erteilt wurde.
Der Bonner Geologe Karl Gustav Bischof, der an der Erschließung des Apollinaris-Brunnens beteiligt war, hatte bereits 20 Jahre zuvor im Jahr 1832 die neue Quelle des Heppinger Brunnens erbohrt. Aufgrund der Nähe zum Heppinger Brunnen stieg der Absatz des Apollinaris-Brunnens ab 1853 zunächst nur langsam. Im Jahr 1860 erreichte der Absatz des Apollinarisbrunnens 40.000 Krüge pro Jahr.
Die Jahresausfuhr des Heppinger Brunnens nach Holland und den holländischen Kolonien wird in der Literatur mit 400.000 bis 500.000 angegeben.

## 1870 Übernahme durch Apollinaris
1870 wurde der alte Heppinger Brunnen von dem Gründer des Apollinaris-Brunnens Georg Kreuzberg von der Königlichen Preußischen Regierung gepachtet. Der neuere zweite Heppinger Brunnenbetrieb, der 1838 konzessionierte Landskroner Brunnen mit dem großen Brunnenhaus, wurde 1873 im Todesjahr des Apollinaris Gründers von der Commanditgesellschaft Georg Kreuzberg zu Cie. gekauft. Nach der Pacht und dem Kauf der beiden Heppinger Mineralbrunnen „Heppinger“ und „Landskron“ erzielte „Apollinaris“ 1873 einen Jahresumsatz von zwei Millionen Krügen.

## Garantie der  Mineralwasserentnahmestelle ab 1870
Auch mit dem Übernahme der Heppinger Quellen durch „Apollinaris“ konnte die Bevölkerung der angrenzenden Gemeinden weiterhin das Wasser der Quellen zu festgelegten Zeiten kostenlos nutzen, da dies durch die Königliche Preußische Regierung dem Pächter des alten Heppinger Brunnens zur Auflage gemacht wurde.

## Übernahme des Siegelzeichens durch Apollinaris

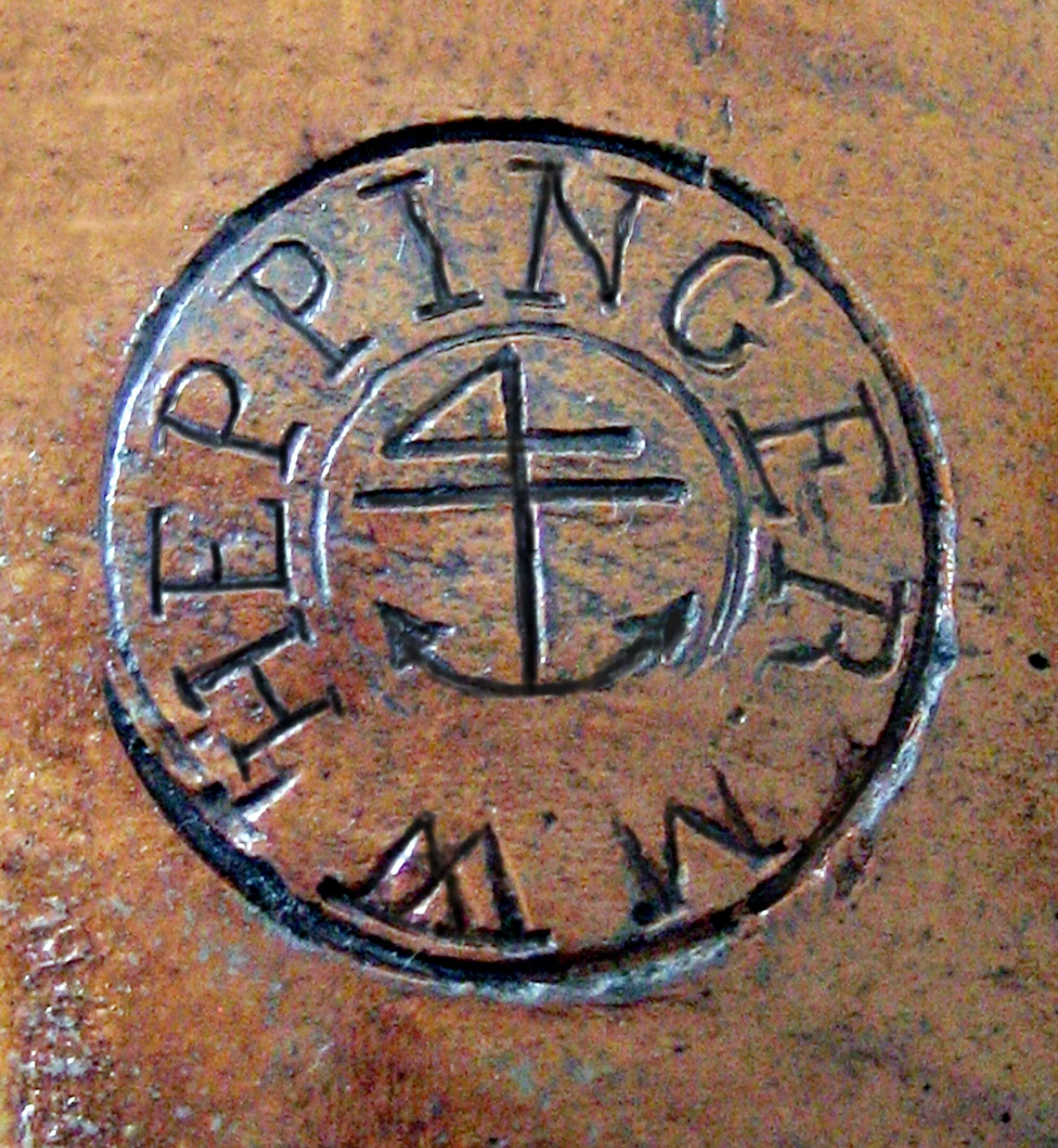
Siegel Heppinger 1828

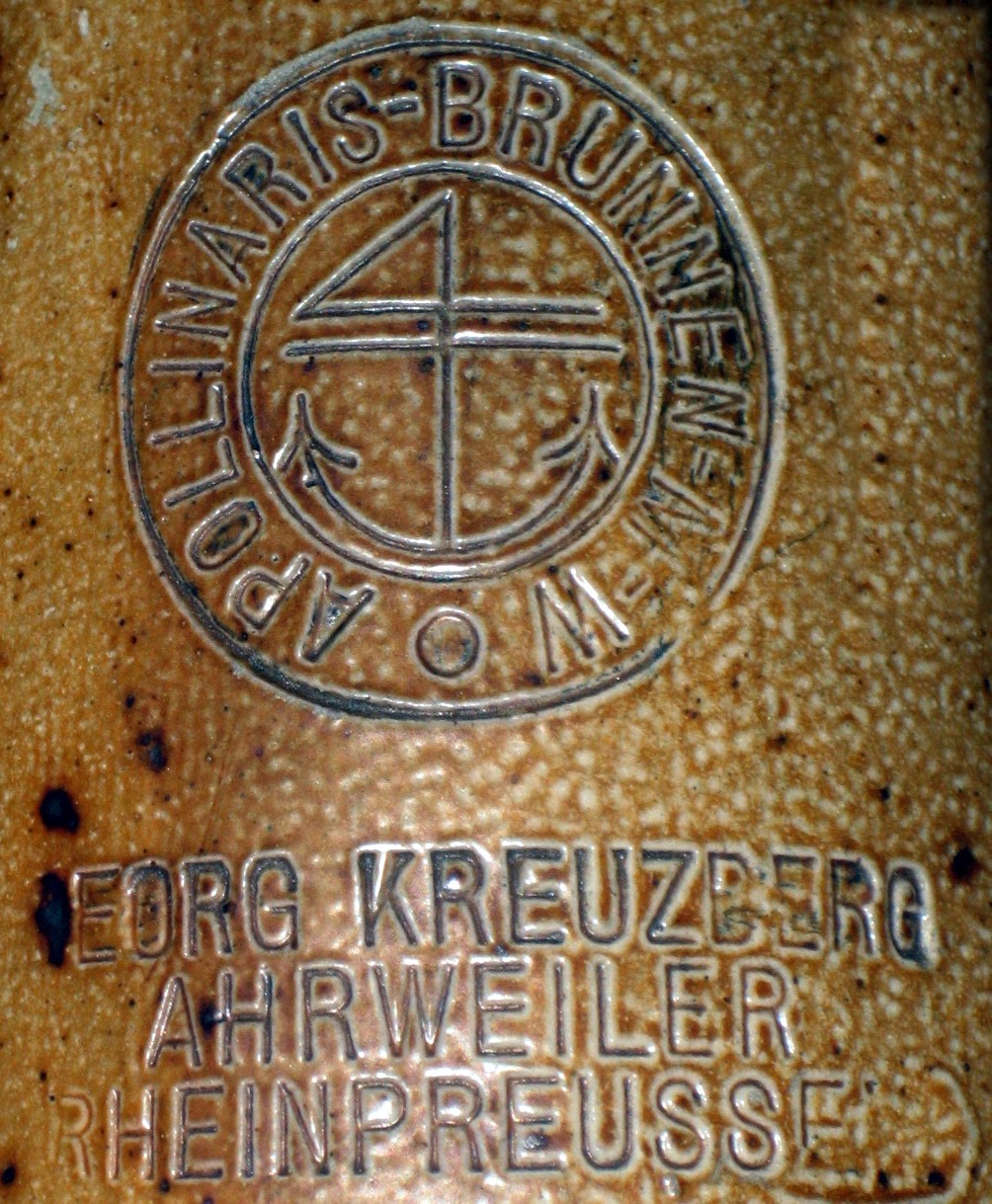
Siegel Apollinaris 1860

Das alte Siegelzeichen des Heppinger Brunnens, der Anker mit Dreieck als stilisiertem Segel, welches ab 1828 bereits Millionen Wasserkrüge des alten Heppinger Brunnens zeichnete, wurde von Georg Kreuzberg für die Apollinaris Mineralwasserkrüge als Siegelzeichen in nahezu identischer Form übernommen (vgl. Abbildungen Siegelzeichen Heppinger ab 1828 und Abbildung Siegel Apollinaris).

## Vollständiger Erwerb durch Apollinaris
1885 wurde das Eigentum an dem bisher von der Königlichen Preußischen Regierung zu Koblenz nur gepachteten Immobilien und Quellbestandes des alten Heppinger Brunnens von der 1876 gegründeten „Actiengesellschaft Apollinaris Brunnen“ erworben. Wie bei der Verpachtung erfolgte auch der Verkauf des Brunnens unter der Auflage, dass der Eigentümer des Quellgrundstücks der Bevölkerung das Quellwasser zu geregelten Zeiten kostenlos zur Verfügung stellt. 1897 geht der Besitz des Heppinger Brunnens mit dem Verkauf der Actiengesellschaft Apollinaris Brunnen in englische Hand über.

Krugsiegel Apollinaris

Anfang des 20. Jahrhunderts meldet die Apollinaris-Brunnen-AG, für das alte Siegelzeichen des Heppinger Brunnens von 1828 mit Anker und Dreieck als stilisiertem Segel, welches von Georg Kreuzberg ab ca. 1853 für mehrere 100 Millionen von Apollinaris Wasserkrügen übernommen wurde, Muster- und Patentschutz an (vgl. Abbildung Krugsiegel Heppinger Brunnen von 1828 und Abbildung Krugsiegel Apollinaris). 1910 wurde von der Preußischen Reichsregierung in Berlin die „Gemeinnützigkeit“ für die Quellen des Heppinger Brunnens (den Heppinger und den Landskroner Brunnen), durch Erlass des Ministers für geistlichen Unterricht- und Medizinal-Angelegenheiten anerkannt.
Das Mineral- und Heilwasser aus den Quellen des Heppinger Brunnens wurde auch im 20. Jahrhundert weiter gefördert und durch zwei unterirdische Leitungen in das nur 800 Meter entfernte Apollinaris-Werk zur industriellen Abfüllung geleitet.

## Heilquellenschutzgebiet 1929
1929 erfolgt durch die Preußische Regierung zu Koblenz ein besonderer Schutz der beiden historischen Quellen des Heppinger Brunnens durch die noch heute geltende Heilquellenschutzverordnung vom 15. Juni 1929.

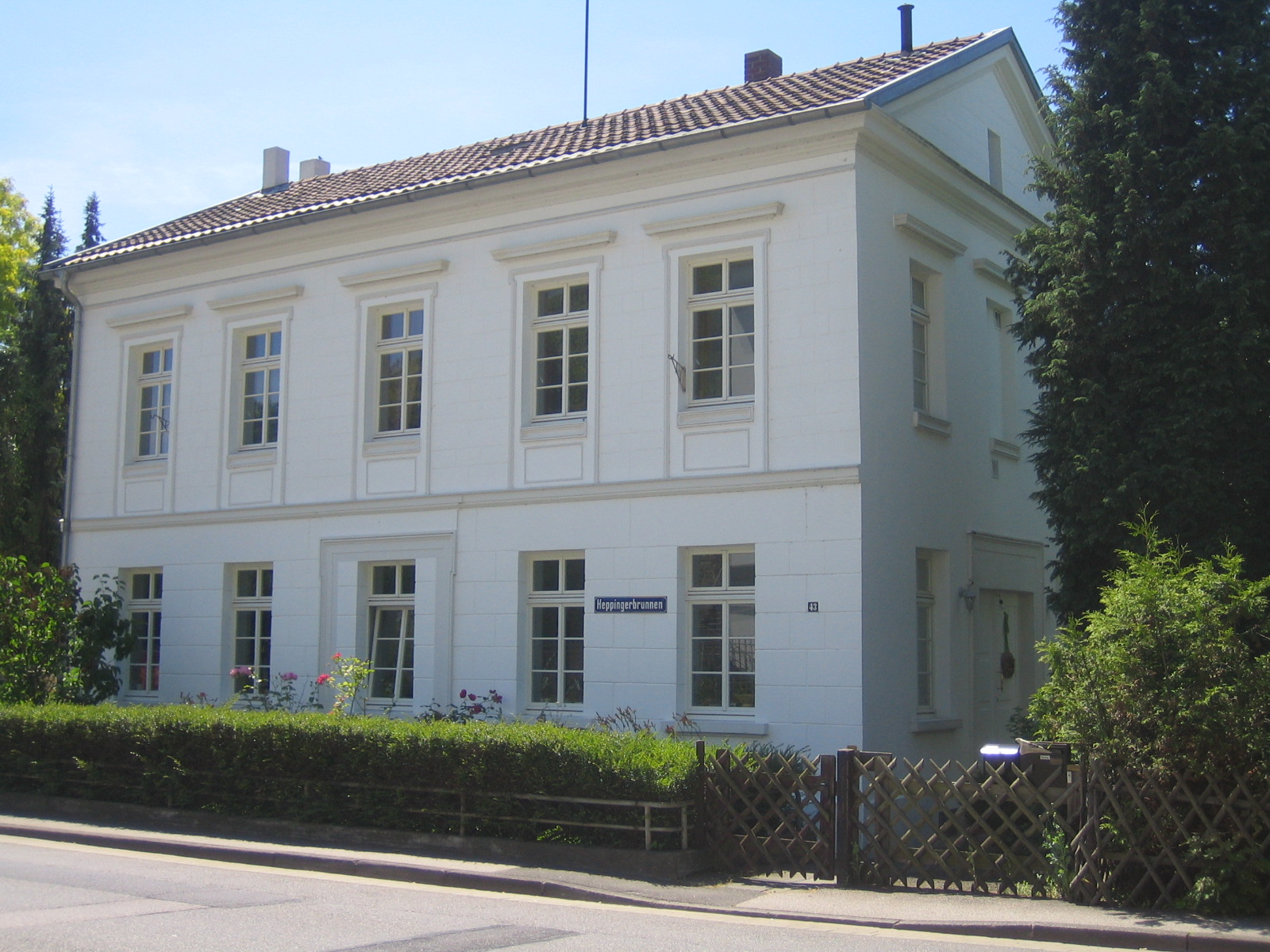
Alter Heppinger Brunnen

Die Quellen des Heppinger Brunnens wurden 1958 unter der Aufsicht des Leiters des Staatlichen Quellamts Bad Ems neu gefasst, nachdem 1956 die Dortmunder Union Brauerei AG den Apollinaris-Brunnen und den Heppinger Brunnen, aus englischer Hand, kaufte. In den 1970er-Jahren wurde bei der Vermarktung des „Heppinger“ Mineral- und Heilwassers  mit dem Hinweis „SEIT 1584“ auf den Trinkgläsern für Kuranwendungen wieder auf die Jahrhunderte alte Tradition des Heppinger Brunnens und Heppinger Heilwassers verwiesen.

## Denkmalschutz
Die beiden Brunnenhäuser des Heppinger Brunnens wurden 1981 von der Kreisverwaltung Ahrweiler als Kulturdenkmal unter Denkmalschutz gestellt. Die denkmalrechtliche Unterschutzstellung des großen Heppinger Brunnenhauses wurde mit Urteil vom Oberverwaltungsgericht Rheinland-Pfalz am 10. Oktober 1985 rechtskräftig. Das Oberverwaltungsgericht verwies insbesondere auf die Jahrhunderte alte Geschichte der Brunnen und die „palaisartige Erscheinung“ des Brunnenhauses in Heppingen, die „dem Ort sein Gepräge gibt“.
Das Vorhaben der Kreisverwaltung Ahrweiler, im Jahr 1990 im großen Heppinger Brunnenhaus in Kooperation mit der Apollinaris und Schweppes GmbH & Co ein Museum über die Geschichte des Wassers einzurichten, fand keine Realisierung. Ab 1994 wurde der über den Quellen liegende historische Brunnenkomplex mit den beiden Brunnenhäusern restauriert und befindet sich heute in Privatbesitz.

## Nutzung im 21. Jahrhundert

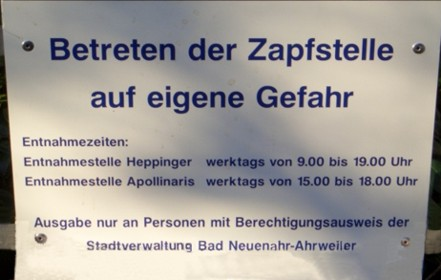
Apollinaris & Heppinger Zapfstelle, Heppinger Brunnen

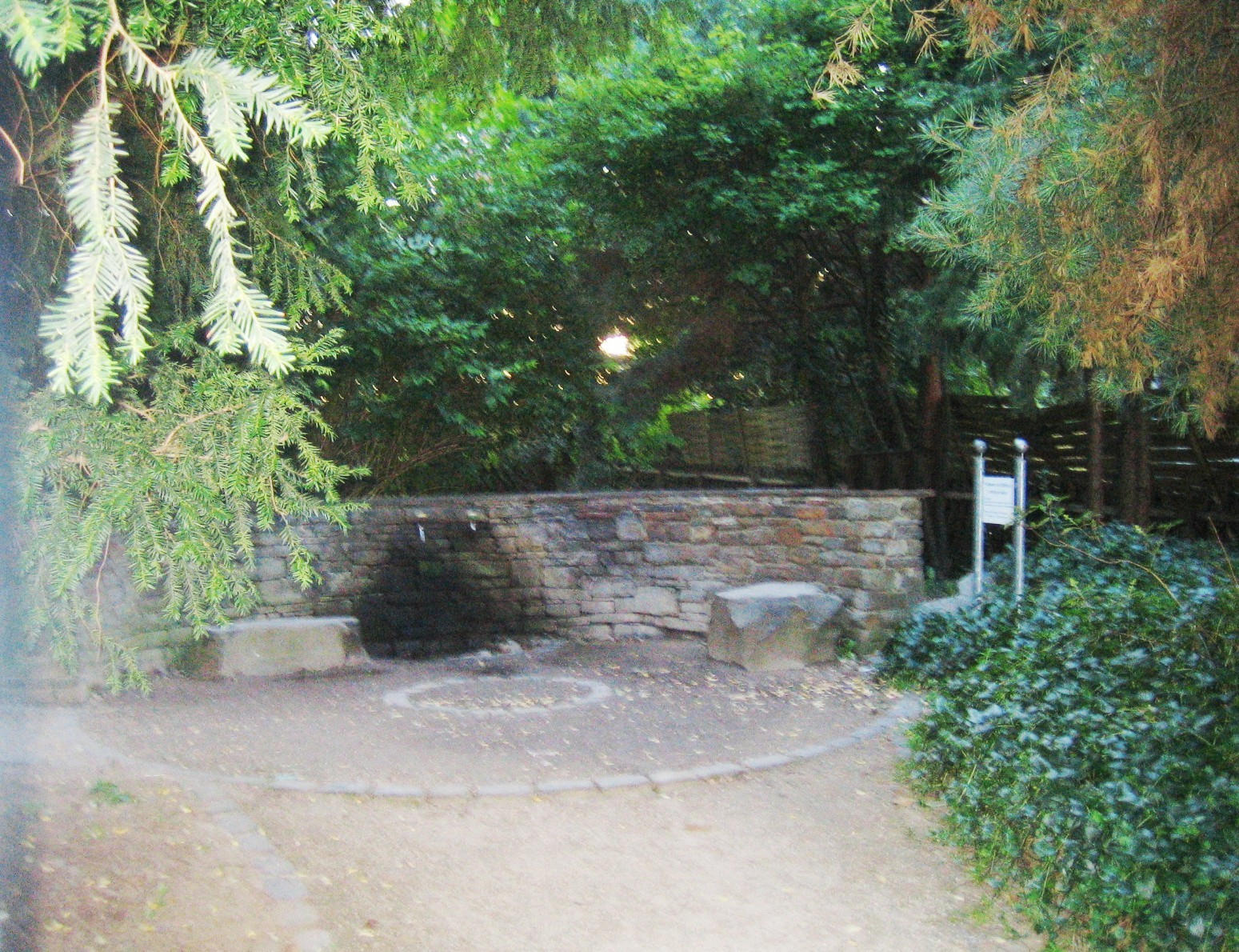
Heppinger Wasserentnahmestelle

Das Quellwasser des Heppinger Brunnens steht, wie seit Jahrhunderten, der einheimischen Bevölkerung an der neben den Brunnenhäusern gelegenen, 1998 umgestalteten, öffentlichen Mineralwasserentnahmestelle zu geregelten Zeiten auch im 21. Jahrhundert weiter kostenlos zur Verfügung. Die Stadtverwaltung Bad Neuenahr-Ahrweiler regelt die Entnahme von Heppinger und Apollinaris an der Zapfstelle (vgl. Hinweisschild an der Apollinaris & Heppinger Zapfstelle, Heppinger Brunnen). Eine Kontrolle der Wasserentnahme durch einen Brunnenwärter, wie in den letzten Jahrhunderten, findet nicht mehr statt.
Das Wasser aus zwei Quellen des alten Heppinger Brunnens wird noch heute im 21. Jahrhundert in Brunnenkammern am großen Brunnenhaus mit einer zulässigen Höchstmenge pro Tag von 42.000 Litern industriell gefördert, was einer Jahreshöchstmenge von 15,3 Millionen Litern entspricht.

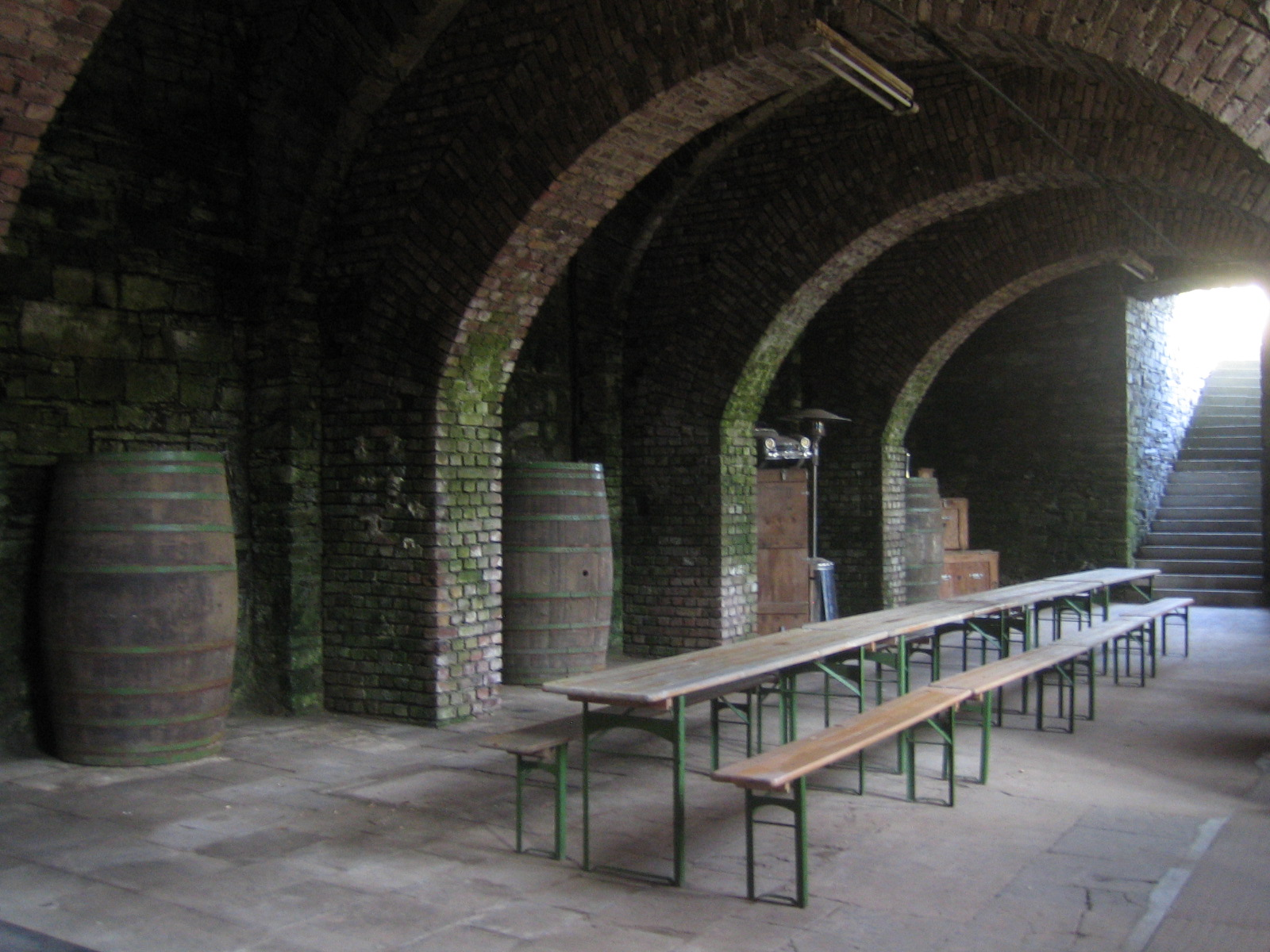
Rechter Gewölbeflügel großes Heppinger Brunnenhaus

Das Quellwasser wird für die Mineral- und Heilwasserproduktion in das nahe gelegene Werk der Apollinaris GmbH geleitet, die seit Mai 2006 zur Coca-Cola GmbH, der deutschen Tochter der Coca-Cola Company gehört.
Die von dem Dichter Ernst Moritz Arndt im Ahrtalführer von 1846 beschriebene „reinliche und zierliche“ Einfassung des Quellwassers am Heppinger Brunnen, die rechteckige Quellfassung aus Basaltstein aus dem Jahr 1832, ist noch unverändert in der Mitte des sechs Meter hohen Gewölbes des großen Brunnenhauses erhalten. Ab 2008 ist dort ein privates Mineralwassermuseum im Aufbau.